# Jan Ingram
Jan Ingram (ur. 1565 w Stoke Edith, zm. 26 lipca 1594 w Gateshead lub Newcastle upon Tyne) – błogosławiony, męczennik, ksiądz katolicki, konwertyta.
Po kończeniu studiów w kolegium w Oxfordzie nawrócił się. Podjął studia teologiczne w Reims i Rzymie, a w 1589 roku przyjął święcenia kapłańskie w bazylice św. Jana na Lateranie. Podjął działalność duszpasterską, ale jego praca misyjna w Szkocji trwała rok i w 1593 roku uwięziono go w Londyńskim Tower. Mimo tortur nie obciążył nikogo z współwyznawców, a innym więźniom dodawał odwagi w listach. Wyrok powieszenia i poćwiartowania wykonano na Janie Ingramie dwa dni po zamordowaniu Jana Boste.
Jan Ingram i Jerzy Swallowel zostali zamęczeni 26 lipca 1594 i razem z Janem Speedem i Janem Boste określani byli mianem Męczenników z Durham.
Beatyfikowany przez papieża Piusa XI w 1929 roku.
Jego wspomnienie obchodzone jest 24 lipca.